# Busch-Lamellenzahnratte
Die Busch-Lamellenzahnratte (Myotomys unisulcatus, Syn.: Otomys unisulcatus) ist ein Nagetier in der Unterfamilie der Altweltmäuse (Murinae), das im Südwesten Afrikas vorkommt.

## Merkmale
Die Art erreicht eine Kopfrumpflänge von 11 bis 20,5 cm, eine Schwanzlänge von 6,3 bis 10,6 cm und ein Gewicht von 61 bis 156 g. Die Hinterfüße sind 2,2 bis 3,2 cm lang und die Länge der Ohren beträgt 2,0 bis 3,3 cm. Das lange, dichte und zottige Fell der Oberseite wird aus Haaren gebildet, die nahe der Wurzel grau sind während die Haarspitzen eine braune bis gelbbraune Farbe besitzen. Vor allem am Kopf und am Hinterteil sind lange schwarze Haare eingemischt. Die Unterseite ist ähnlich gefärbt, jedoch heller und ohne schwarze Haare. Kennzeichnend ist die schwarze Farbe der kurzen Borsten auf der Schwanzoberseite, obwohl bei einigen Exemplaren auch die Unterseite schwarz ist. Bei anderen Individuen ist die Unterseite weißlich.
Die Busch-Lamellenzahnratte hat abgerundete dunkle Ohren, die nicht nackt sind und keinen andersfarbigen Ring um die Augen. Die für alle Lamellenzahnratten (Gattungen Otomys und Myotomys) typischen Furchen in den Nagezähnen sind im Oberkiefer gut ausgeprägt, während sie im Unterkiefer undeutlich sind oder fehlen. Namensgebend sind die Lamellen, aus denen die Molaren aufgebaut sind.

## Verbreitung
Das Verbreitungsgebiet der Busch-Lamellenzahnratte liegt in den südafrikanischen Provinzen Ostkap, Westkap und Nordkap sowie im Süden Namibias. Sie lebt in der Sukkulentenkaroo, in anderen durch Büsche (vorwiegend der Gattung Bocksdorne) gekennzeichneten Bereichen der Halbwüste Karoo und erreicht das Biom Fynbos. Die Art hält sich meist in felsigen Landschaften auf. Sie wird oft in zeitweise ausgetrockneten Flussbetten angetroffen. In den Dünen an der Westküste Südafrikas bewohnt die Busch-Lamellenzahnratte windgeschützte Bereiche.

## Lebensweise
Die Art ähnelt in ihrem Verhalten den Amerikanischen Buschratten (Neotoma) und den Australischen Häschenratten (Leporillus). Sie baut aus Zweigen und Pflanzenstängeln ein kuppelförmiges Nest, das einen Durchmesser von 130 cm sowie eine Höhe von 45 cm erreichen kann. Für den Bau werden auch andre Gegenstände wie Knochen, Kuhmist und Steine verwendet. Gelegentlich gräbt dieser Nager unter dem Bau einen bis zu 30 cm tiefen Tunnel als Rückzugsort. Zu diesem Tunnel gehören 1 oder 2 Kammern, die mit zerkleinerten Pflanzenteilen gepolstert sind. Meist liegt das Nest neben einem Busch der gelegentlich mit einbezogen wird. Mehrere Nester können dicht nebeneinander liegen. Im kalten östlichen Teil des Verbreitungsgebiets sind diese vermutlich unterirdisch verbunden. Innerhalb des Nestes herrscht ein Mikroklima, von dem die Busch-Lamellenzahnratte wahrscheinlich abhängig ist. Laut Untersuchungen ist sie hitzeempfindlich und ihre Nieren sind nicht an die trockene Halbwüste angepasst. Nutznießer des Mikroklimas sind verschiedene Käfer, Spinnen und Pilze, die außerhalb des Baus nicht existieren könnten.
Die Busch-Lamellenzahnratte ist tag- und dämmerungsaktiv. Sie verlässt ihren Bau bei gemäßigten Temperaturen. Bei günstigen Verhältnissen kann sie sich über den Tag verteilt drei Stunden im Freien bewegen.
Jeder Bau kann von bis zu acht Exemplaren bewohnt werden. Die soziale Struktur dieser Gruppen ist noch nicht ausreichend erforscht. Vermutlich ist die häufigste Form ein Elternpaar mit Nachkommen aus verschiedenen Würfen. Gelegentlich kommt es zwischen Gruppenmitgliedern zu Kämpfen.

### Nahrung
Die Art frisst ausschließlich Pflanzenteile. Die Zusammensetzung der Nahrung kann je nach Angebot stark variieren. Zu den Nahrungsquellen zählen Blätter und Zweige von Büschen und Bäumen sowie Kräuter, Sukkulenten und Früchte. Abgenagte Zweige mit Blattwerk werden meist vor dem Fressen zum Bau getragen. Dabei sind die Pflanzenteile gelegentlich größer als das Nagetier selbst. Die Busch-Lamellenzahnratte kann während der Nahrungssuche in Büschen klettern, wobei sie meist eine Höhe von einem Meter über dem Grund erreicht. Selten klettert sie bis 3 Meter Höhe. Entfernte Zweige sind häufig als Löcher im Busch erkennbar.

### Fortpflanzung
Abhängig von der Verbreitung können Weibchen zu allen Jahreszeiten oder nur im Sommer paarungsbereit sein. Die Begrenzung auf den Sommer betrifft die östlichen Populationen. Bei Weibchen anderer Populationen kommt vermutlich alle 40 Tage ein Wurf vor. Nach einer Trächtigkeit von durchschnittlich 37 Tagen werden pro Wurf bis zu drei Nachkommen geboren. Diese sind für Nagetiere recht weit entwickelt mit teilweiser Fellbedeckung und offenen Gehörgängen. Die Jungtiere sind während der ersten Woche blind und saugen sich an einer Zitze der Mutter fest. Frühestens nach fünf (Weibchen) bzw. sechs Wochen (Männchen) sind die Nachkommen paarungsfähig.

### Fressfeinde
Die Busch-Lamellenzahnratte fällt verschiedenen Beutegreifern zum Opfer. Zu ihren Fressfeinden zählen Raubtiere wie Füchse, Mangusten, Schleichkatzen, der Schabrackenschakal und die Falbkatze. Das Nagetier wird zur Beute für verschiedene Raubvögel oder für Schlangen wie Maulwurfsnatter, Kapkobra, Boomslang sowie Psammophis notostictus.

## Busch-Lamellenzahnratte und Menschen
Wenn dieses Nagetier Ackerflächen oder Plantagen zur Nahrungssuche besucht, wird es von Farmen als Schädling bekämpft. Dazu werden meist die Nester in Brand gesetzt. Auf der anderen Seite erhält die Busch-Lamellenzahnratte günstige Lebensverhältnisse, wenn Menschen die Fressfeinde des Nagers verjagen oder wenn Weidetiere einen vorteilhaften Lebensraum schaffen.
Die IUCN listet die Art als nicht gefährdet (least concern).

## Belege
1. ↑  Myotomys unisulcatus. In: Don E. Wilson, DeeAnn M. Reeder (Hrsg.): Mammal Species of the World. A taxonomic and geographic Reference. 2 Bände. 3. Auflage. Johns Hopkins University Press, Baltimore MD 2005, ISBN 0-8018-8221-4.
2. 1 2 3 4 5 6 7 8 9 10 11  Tim P. Jackson: Otomys unisulcatus In: Jonathan Kingdon, David Happold, Michael Hoffmann, Thomas Butynski, Meredith Happold und Jan Kalina (Hrsg.): Mammals of Africa Volume III. Rodents, Hares and Rabbits. Bloomsbury, London 2013, S. 594–596; ISBN 978-1-4081-2253-2.
3. 1 2 3  Otomys unisulcatus in der Roten Liste gefährdeter Arten der IUCN 2017. Eingestellt von: Taylor, P.J. & Monadjem, A., 2016. Abgerufen am 4. April 2018.
4. 1 2 3 4  Mills & Hes: The Complete Book of Southern African Mammals. Struik Publishers, Cape Town 1997, ISBN 0-947430-55-5, S. 137 (Karoo bush rat). Karoo bush rat (Memento des Originals vom 4. April 2018 im Internet Archive)  Info: Der Archivlink wurde automatisch eingesetzt und noch nicht geprüft. Bitte prüfe Original- und Archivlink gemäß Anleitung und entferne dann diesen Hinweis.